# Hans-Jürgen Nierentz
Hans-Jürgen Nierentz (* 15. September 1909 in Posen; † 16. Januar 1995 in Düsseldorf) war ein deutscher Schriftsteller und Fernsehintendant in der Zeit des Nationalsozialismus.

## Leben
Nierentz war der Sohn eines Lehrers. Zum 1. November 1930 trat er der NSDAP bei (Mitgliedsnummer 348.118). 
Nach Tätigkeit in der Redaktion der Berliner NSDAP-Zeitung Der Angriff wechselte Nierentz zum Reichssender Berlin, wo er 1934 Leiter der Abteilung Kunst und Weltanschauung wurde. Als Nachfolger von Willi Krause, der als Schriftsteller unter dem Namen Peter Hagen bekannt war, übte er von 1936 bis 1937 das Amt des Reichsfilmdramaturgen aus. Joseph Goebbels ernannte ihn 1935 zum Mitglied des Reichskultursenats. Nach der Gründung des Berliner Fernsehsenders Paul Nipkow, der zunächst von Carl Boese geleitet wurde, wurde Nierentz am 22. April 1937 dessen erster Intendant. Er erweiterte das Personal des bis dahin winzigen Senders und förderte die Produktion von Fernsehspielen, für die er auch selbst Vorlagen schrieb. Überschattet war seine Amtszeit von Spannungen mit seinem direkten Vorgesetzten, dem Reichsintendanten des Deutschen Rundfunks Heinrich Glasmeier. Ab Mitte 1939 arbeitete er für das Reichsministerium für Volksaufklärung und Propaganda.
Als Autor trat Hans-Jürgen Nierentz u. a. mit von nationalsozialistischem Gedankengut getragenen Gedichten sowie mit dem Drehbuch zu Frank Wisbars Spielfilm Fährmann Maria (1935) hervor. Seit 1940 textete er auch Soldatenlieder. Bei der propagandistischen Weihnachtsringsendung 1940 trat er als Reporter und Soldat einer Propaganda-Kompanie im besetzten Narvik auf.
Behauptungen, er sei 1944 in Serbien ums Leben gekommen, sind falsch. Vielmehr betätigte er sich nach 1945 als Bühnenarbeiter im Millowitsch-Theater. Ab 1947 arbeitete er in der Werbebranche und war ab 1951 selbständiger Werbeschriftsteller. Er starb am 16. Januar 1995 in Düsseldorf.
In der Sowjetischen Besatzungszone wurden seine Schriften Symphonie der Arbeit (1934), Gedichte großer Gegenwart (1936) und Wir bauen eine Straße (1936) sowie das Buch über ihn von Heinz Wilhelm Leuchter (Hans Jürgen Nierentz. Deutscher Volksverlag, München 1937) auf die Liste der auszusondernden Literatur gesetzt.
Die Grabstelle der Familie Nierentz befindet sich auf dem Düsseldorfer Nordfriedhof, Feld 117, Grabstelle 171a-b. Neben Hans-Jürgen Nierentz sind dort auch seine Ehefrau Maria (1914–1997) und der Sohn Klaus-Jürgen (1941–1973) beigesetzt.

## Werke
- Symphonie der Arbeit, Berlin (Theaterverlag Langen/Müller) 1934 (chorisches Spiel)
- Gedichte großer Gegenwart, Hamburg (Hanseatische Verlags Anstalt) 1936
- Wir bauen eine Straße, Hamburg (Hanseatische Verlags Anstalt) 1936 (mit Peter Hagen)
- Nachwort zu: Peter Hagen, Greta und Ulle, Leipzig (Philipp Reclam) 1937